# 石匣水库
石匣水库是中国山西省晋中市左权县石匣乡境内的一座水库，位于清漳河西源，建于1966年。水库正常库容为1723万立方米，集雨面积为753平方千米，海拔为1138米。